# Stadtsparkasse Wetter
Die Stadtsparkasse Wetter (Ruhr) war eine Sparkasse in Nordrhein-Westfalen mit Sitz in Wetter (Ruhr). Die Sparkasse fusionierte im Jahre 2017 mit der Stadtsparkasse Gevelsberg zur Sparkasse Gevelsberg-Wetter. 

## Geschäftsgebiet und Träger
Das Geschäftsgebiet der Stadtsparkasse Wetter (Ruhr) umfasste die Stadt Wetter (Ruhr) im Ennepe-Ruhr-Kreis, welche auch Trägerin der Sparkasse war.